# 出線
《出線》是香港麗的電視製作的青春勵志劇集，由梁天擔任監製並於1981年9月首播，是香港少數以運動類為題材的本地製作電視劇集。為加強號召力，麗的找來南華女子籃球隊球員飾演要角，由朱江、鄭文雅、李燕燕、葉美好等人主演。

## 劇情簡介
海鷗隊是本港一隊乙組籃球隊，施玉蓮、張玲、莫小勇等都是隊中好手，及後更加入了梅小華，由於她的技術超群，隨使海鷗隊由乙組升至甲組。金鷹隊也是一隊出色的籃球隊，因而惹起施玉蓮的妒忌，後來梅小華還是留在海鷗隊，反而施玉蓮卻加盟金鷹隊，由是又惹起金鷹隊的台柱蘇美智的不滿...

## 演員表
- 鄭文雅 飾 梅小華
- 朱　江 飾 康乃生
- 李燕燕 飾 施玉蓮
- 葉美好 飾 張玲
- 朱敏思 飾 莫小勇
- 梁淑蘭 飾 馮慧貞
- 何淑嫻 飾 朱虹虹
- 關煥婷 飾 何珍
- 羅德如 飾 高潔冰
- 熊良錫 飾 馬標
- 潘婉芬 飾 蘇美智
- 王書麒 飾 梅國基
- 董　驃 飾 梅灼然
- 苗金鳳 飾 李敏
- 盧宛茵 飾 丁小君
- 鄭文霞 飾 梅母
- 林偉祺 飾 施嘉誠
- 伍永森 飾 鄔教練
- 凌文海 飾 孫教練
- 夏春秋 飾 林校長
- 蕭山仁 飾 張進橋

## 評價
此劇播映時曾被傳媒指為過分模仿以排球為題材的日劇《青春花火》。